# Radomsko
Radomsko este un oraș în Polonia, la marginea Dealului Łódź (Wyżyna Łódzka).

## Personalități născute aici
- Władysław Reymont (1867 - 1925), scriitor, Premiul Nobel pentru Literatură.